# Портрет молодой девушки
Портрет молодой девушки — картина, написанная голландским художником Яном Вермеером между 1666 и 1667 годами. В настоящее время находится в музее Метрополитен в Нью-Йорке.
Из-за почти одинакового размера и реалистичного тона и композиции, многие считают, что она либо вариант, либо копия всемирно известной картины Яна Вермеера «Девушка с жемчужной серёжкой». На обеих картинах девушки изображены с жемчужными серёжками, на плечах у обеих накинут шарф и обе представлены на чёрном фоне. Кроме того, по всей вероятности обе работы были сделаны с использованием камеры-обскуры.

## Описание
Девушка изображена как имеющая достаточно невзрачное плоское лицо с маленьким носом и тонкими губами. Явный недостаток идеальной красоты привёл к мнению, что эта работа была сделана на заказ, хотя, возможно, девушка на картине могла быть дочерью самого художника. Художник, по всей вероятности, использовал в качестве модели реальную девушку, но, как и в случае с «Девушка с жемчужной серёжкой», создал картину не в виде обычного портрета, а в виде трони (нид. «облик» или «выражение») — тип голландской живописи XVII века, где в картинах высоко ценились «необычные костюмы, интригующие лица, суггестия личности, показ артистических навыков». Картина заставляет зрителя задуматься о мыслях, чувствах и характере девушки, отчасти сходной с другими женскими портретами кисти Вермеера.
В то же время картины «Девушка с жемчужной серёжкой» и «Портрет молодой девушки» необычны для Вермеера, так как в них отсутствует характерное для его работ богатство второго плана: вместо этого девушки изображены на глубоком чёрном фоне. Этот изолирующий эффект усиливает их уязвимость и кажущееся желание вызвать доверие у зрителя. 

## Происхождение и выставки
Картина могла быть собственностью Pieter Claesz van Ruijven из Делфта до 1674 года, потом находиться во владении его жены Maria de Knuijt из Делфта до 1681 года, затем перейти по наследству их дочери Magdalena van Ruijven до 1682 года, а после отойти мужу Магдалены Jacob Dissius до 1695 года. Считается, что картина была продана 16 мая 1696 года (№ 38, № 39 или № 40). Вероятно, что потом она стала принадлежать доктору Luchtmans, который продал её в Роттердаме на распродаже в период 20-22 апреля 1816 года (№ 92) за три гульдена (около 30 гр серебра), очень дёшево даже по тем временам. Принцесса Августа-Мария Раймонд Аренберг из Брюсселя приобрела эту картину в 1829 году. Картина оставалась в её семье в Брюсселе и Schloss Meppen с 1833 года по начало 1950-х годов. В 1959 году (или, по данным некоторых источников, в 1955 году) она была продана принцем Аренбергом Чарльзу Байеру Райтсману и Джейн Райтсман из Нью-Йорка примерно за 400 000 фунтов стерлингов. В 1979 году Райтсманы пожертвовали картину музею Метрополитен в память французского художника Теодора Руссо.